# Ebringen
Ebringen är en kommun och ort i Landkreis Breisgau-Hochschwarzwald i regionen Südlicher Oberrhein i Regierungsbezirk Freiburg i förbundslandet Baden-Württemberg i Tyskland.
Kommunen ingår i kommunalförbundet Schallstadt tillsammans med  kommunerna Pfaffenweiler och Schallstadt.